# Louis Polonia
Louis Polonia (* 8. Januar 1935 in Espalion, Département Aveyron; † 13. Oktober 2005) war ein französischer Fußballspieler.

## Karriere
Der 172 Zentimeter große Rechtsverteidiger lief von 1953 an für den südfranzösischen Amateurverein Stade Rodez auf. Diesem blieb der Sohn italienischer Einwanderer treu, bis er 1959 den Sprung in den Profifußball schaffte und vom Erstligisten RC Lens unter Vertrag genommen wurde. Bei den Nordfranzosen avancierte der damals 24-Jährige trotz seiner fehlenden Erfahrung in der höchsten Liga direkt zum Stammspieler und erreichte neben einem sechsten Tabellenplatz den Gewinn der Coupe Charles Drago.
Nach seinem raschen Aufstieg im Vereinsfußball wurde er in den Kader der französischen Mannschaft zum olympischen Fußballturnier 1960 berufen. Am 26. August 1960 debütierte er bei einem 2:1 seiner Mannschaft gegen Peru auf olympischem Rasen. Er kam in allen drei Gruppenspielen zum Einsatz, musste aber nach einem 0:7 gegen Ungarn in der letzten Vorrundenpartie am 1. September das Ausscheiden hinnehmen; dies stellte zugleich seine letzte Begegnung im Trikot der Franzosen dar, da er nie die Einladung in die A-Nationalmannschaft erhielt.
Auch die darauffolgenden Jahre über blieb Polonia bei Lens unumstritten als Stammkraft auf der rechten Seite. Neben einem erneuten Gewinn der Coupe Charles Drago im Jahr 1965 bedeutete der ein Jahr zuvor erzielte dritte Tabellenrang seine beste Platzierung im Kampf um die nationale Meisterschaft, die er entsprechend nie holte. Der Defensivspieler war selbst äußerst torungefährlich und musste auf sein siebtes Profijahr warten, bis er ein Tor erzielte. Am Ende der Saison 1965/66 kehrte Polonia, der bis zuletzt fest gesetzt war, Lens nach sieben Jahren den Rücken.
Er unterschrieb 1966 beim Zweitligisten AS Béziers und lief für diesen ein Jahr lang auf, ehe er 1967 mit 32 Jahren nach 229 Erstligapartien mit zwei Toren für Lens sowie 23 Zweitligapartien ohne Tor für Béziers seine Profilaufbahn beendete. In deren Verlauf war er nie auf- oder abgestiegen und hatte weder die Meisterschaft noch den nationalen Pokalwettbewerb gewinnen können. Der zweifache Familienvater, der während der Fußballerlaufbahn dem Studium nachgegangen war, blieb anschließend in Béziers und arbeitete dort als Wirtschaftsprüfer. In Rodez wurde ein tausend Zuschauer fassendes Stadion nach dem 2005 verstorbenen Ex-Profi benannt.